# Hadali
Hadali é uma cidade do Paquistão localizada na província de Punjab.